# Франса, Эрмис
Эрмис Франса Баррус (порт.-браз. Hermes França Barros; род. 26 августа 1974, Форталеза) — бразильский боец смешанного стиля, представитель лёгкой весовой категории. Выступает на профессиональном уровне начиная с 2001 года, известен по участию в турнирах бойцовских организаций UFC, WEC, MFC и др. Владел титулом чемпиона WEC в лёгком весе, был претендентом на титул чемпиона UFC.

## Биография
Эрмис Франса родился 26 августа 1974 года в городе Форталеза штата Сеара, Бразилия. Практиковал бразильское джиу-джитсу, удостоился в этой дисциплине чёрного пояса.

### Начало профессиональной карьеры
Дебютировал в смешанных единоборствах на профессиональном уровне в ноябре 2001 года, заставил своего соперника сдаться в первом же раунде с помощью «треугольника». Первое время дрался в США в организации HOOKnSHOOT, где одержал в общей сложности пять побед и завоевал титул чемпиона.

### Ultimate Fighting Championship
Имея в послужном списке шесть побед и ни одного поражения, Франса привлёк к себе внимание крупнейшей бойцовской организации мира Ultimate Fighting Championship и в 2003 году провёл здесь два успешных боя, выиграв у обоих предложенных ему соперников.
Тем не менее, в 2004 году его победная серия прервалась, он потерпел сразу два поражения подряд — от Джоша Томсона и Ива Эдвардса. На этих поражениях его контракт с UFC подошёл к концу, и он покинул организацию.

### Дальнейшая карьера
Покинув UFC, Франса с переменным успехом выступал в различных менее престижных промоушенах. Наиболее значимое достижение в этот период — завоевание и защита титула чемпиона World Extreme Cagefighting в лёгкой весовой категории.

### Возвращение в UFC
Благодаря череде удачных выступлений в 2006 году Эрмис Франса вновь оказался среди штатных бойцов UFC, где в последующие годы провёл ещё семь поединков, из которых четыре выиграл. В июле 2007 года ему довелось побороться за титул чемпиона, однако по истечении всех пяти раундов судьи единогласно отдали победу действующему чемпиону Шону Шерку, к тому же оказалось, что бразилец провалил проведённый сразу после боя допинг-тест — в его пробе были обнаружены следы анаболического стероида дростанолона. В итоге Атлетическая комиссия штата Калифорния отстранила его от боёв сроком на один год и назначила ему штраф в размере 2500 долларов.
Франса оставался бойцом UFC вплоть до 2009 года, успев заработать три награды за лучший бой вечера и одну награду за лучший приём вечера.

### Поздние годы
Превратившись в джорнимена, Франса выступал в различных небольших промоушенах по всему миру, в том числе побывал на турнирах в Израиле, Коста-Рике, Канаде, Казахстане и Китае. Дважды он дрался в России, выиграв у Хасана Асхабова, но проиграв Шамилю Завурову.
В 2011 году его арестовали по обвинению в изнасиловании и приговорили к 42 месяцам лишения свободы. Освободившись в 2014 году, он продолжил бойцовскую карьеру.

## Статистика в профессиональном ММА
| Боёв 43         | Побед 25 | Поражений 17 |
| --------------- | -------- | ------------ |
| Нокаутом        | 8        | 8            |
| Сдачей          | 14       | 0            |
| Решением        | 3        | 9            |
| Не состоявшихся | 1        | 1            |

| Результат    | Рекорд    | Соперник               | Способ                  | Турнир                                      | Дата             | Раунд | Время | Место                | Примечание                                                                    |
| ------------ | --------- | ---------------------- | ----------------------- | ------------------------------------------- | ---------------- | ----- | ----- | -------------------- | ----------------------------------------------------------------------------- |
| Поражение    | 25-18 (1) | Лионель Падилла Суарес | Единогласное решение    | AFL 14: Canarias                            | 17 марта 2018    | 3     | 5:00  | Лас-Пальмас, Испания |                                                                               |
| Победа       | 25-17 (1) | Фозиль Нурализода      | TKO (остановлен врачом) | Tajikistan Fighting Championship 5          | 14 октября 2017  | 1     | 3:18  | Душанбе, Таджикистан |                                                                               |
| Победа       | 24-17 (1) | Эдуарду Андради        | Единогласное решение    | Aspera Fighting Championship 53             | 10 июня 2017     | 3     | 5:00  | Форталеза, Бразилия  |                                                                               |
| Поражение    | 23-17 (1) | Чжан Липэн             | Единогласное решение    | Kunlun Fight MMA 9                          | 17 февраля 2017  | 3     | 5:00  | Санья, Китай         |                                                                               |
| Поражение    | 23-16 (1) | Фаниль Рафиков         | KO (punches)            | Akhmat Fight Show 12                        | 16 декабря 2015  | 1     | 1:14  | Астана, Казахстан    |                                                                               |
| Поражение    | 23-15 (1) | Джеймс Силвейра        | TKO (удары руками)      | Action Fight 2                              | 28 ноября 2015   | 2     | 2:11  | Каукая, Бразилия     |                                                                               |
| Победа       | 23-14 (1) | Хасан Асхабов          | Сдача (гильотина)       | Battle in Grozny 5                          | 22 августа 2015  | 2     | 2:37  | Грозный, Россия      |                                                                               |
| Поражение    | 22-14 (1) | Шамиль Завуров         | KO (удар рукой)         | Grozny Fights 3                             | 13 июня 2015     | 1     | 0:42  | Грозный, Россия      |                                                                               |
| Поражение    | 22-13 (1) | Марсиу Брену           | KO (удары руками)       | Extreme Fighter: Nordeste                   | 28 августа 2014  | 1     | 0:34  | Форталеза, Бразилия  |                                                                               |
| Поражение    | 22-12 (1) | Тава Рил               | KO (удары руками)       | International Fighter Championship          | 29 апреля 2011   | 2     | 0:56  | Пернамбуку, Бразилия |                                                                               |
| Победа       | 22-11 (1) | Джош Торп              | Сдача (удушение сзади)  | Gladiator Cage Fights — Knockout Night 1    | 23 апреля 2011   | 1     | 1:36  | Марион, США          |                                                                               |
| Победа       | 21-11 (1) | Роберт Вашингтон       | TKO (удары руками)      | MFC 29: Conquer                             | 8 апреля 2011    | 2     | 0:26  | Уинсор, Канада       |                                                                               |
| Победа       | 20-11 (1) | Хорхе Сарат            | Сдача (рычаг локтя)     | GForce Promotions: Bad Blood 5              | 26 февраля 2011  | 1     | 2:27  | Гранд-Рапидс, США    |                                                                               |
| Не состоялся | 19-11 (1) | Феррид Хедер           | NC (результат отменён)  | Xtreme Vale Todo 5                          | 19 декабря 2010  | 3     | 5:00  | Картаго, Коста-Рика  | Промоутер объявил победителем Хедера, но все трое судей отдали победу Франсе. |
| Поражение    | 19-11     | Мошей Кайтц            | Единогласное решение    | Israel FC: Genesis                          | 9 ноября 2010    | 3     | 5:00  | Тель-Авив, Израиль   |                                                                               |
| Поражение    | 19-10     | Эрик Уайзли            | Единогласное решение    | Scorpius Fighting Championships 1           | 24 сентября 2010 | 3     | 5:00  | Форт-Лодердейл, США  |                                                                               |
| Поражение    | 19-9      | Эрик Уайзли            | TKO (удары руками)      | Max Fights DM Ballroom Brawl IV             | 8 января 2010    | 1     | 2:03  | Уэст-Де-Мойн, США    | Бой за титул временного чемпиона Max Fights DM в лёгком весе.                 |
| Поражение    | 19-8      | Тайсон Гриффин         | KO (удары руками)       | UFC 103                                     | 19 сентября 2009 | 2     | 3:26  | Даллас, США          | Бой в промежуточном весе 72,1 кг.                                             |
| Победа       | 19-7      | Маркус Аурелиу         | Единогласное решение    | UFC 90                                      | 25 октября 2008  | 3     | 5:00  | Роузмонт, США        |                                                                               |
| Поражение    | 18-7      | Фрэнки Эдгар           | Единогласное решение    | UFC Fight Night: Silva vs. Irvin            | 19 июля 2008     | 3     | 5:00  | Лас-Вегас, США       | Бой вечера.                                                                   |
| Поражение    | 18-6      | Шон Шерк               | Единогласное решение    | UFC 73                                      | 7 июля 2007      | 5     | 5:00  | Сакраменто, США      | Бой за титул чемпиона UFC в лёгком весе..                                     |
| Победа       | 18-5      | Спенсер Фишер          | TKO (удары руками)      | UFC Fight Night 8                           | 25 января 2007   | 2     | 4:03  | Холливуд, США        | Бой вечера.                                                                   |
| Победа       | 17-5      | Нейт Диас              | Сдача (рычаг локтя)     | WEC 24: Full Force                          | 12 октября 2006  | 2     | 2:46  | Лемор, США           | Защитил титул чемпиона WEC в лёгком весе..                                    |
| Победа       | 16-5      | Джейми Варнер          | Сдача (рычаг локтя)     | UFC 62: Liddell vs. Sobral                  | 26 августа 2006  | 3     | 3:31  | Лас-Вегас, США       | Бой вечера.                                                                   |
| Победа       | 15-5      | Джо Джордан            | Сдача (треугольник)     | UFC 61: Bitter Rivals                       | 8 июля 2006      | 3     | 0:47  | Лас-Вегас, США       | Приём вечера.                                                                 |
| Победа       | 14-5      | Брэндон Олсен          | Сдача (рычаг локтя)     | WEC 21: Tapout                              | 15 июня 2006     | 1     | 0:40  | Хайленд, США         | Защитил титул чемпиона WEC в лёгком весе.                                     |
| Победа       | 13-5      | Тоби Имада             | Сдача (рычаг локтя)     | TC 14: Throwdown                            | 13 мая 2006      | 1     | 0:53  | Дель-Мар, США        |                                                                               |
| Победа       | 12-5      | Райан Шульц            | KO (удары руками)       | Absolute Fighting Championships 16          | 22 апреля 2006   | 1     | 3:30  | Форт-Лодердейл, США  |                                                                               |
| Победа       | 11-5      | Гейб Рюдигер           | KO (удары руками)       | WEC 19: Undisputed                          | 17 марта 2006    | 1     | 0:36  | Лемор, США           | Выиграл титул чемпиона WEC в лёгком весе.                                     |
| Поражение    | 10-5      | Котэцу Боку            | Решение большинства     | Hero’s 3                                    | 7 сентября 2005  | 2     | 5:00  | Токио, Япония        |                                                                               |
| Поражение    | 10-4      | Рэй Купер              | KO (удары руками)       | Shooto Hawaii: Unleashed                    | 25 марта 2005    | 1     | 2:57  | Гонолулу, США        |                                                                               |
| Поражение    | 10-3      | Ив Эдвардс             | Раздельное решение      | Euphoria: USA vs World                      | 26 февраля 2005  | 3     | 5:00  | Атлантик-Сити, США   |                                                                               |
| Победа       | 10-2      | Мэнни Рейес            | KO (удары руками)       | Absolute Fighting Championships 10          | 30 октября 2004  | 1     | 0:37  | Форт-Лодердейл, США  |                                                                               |
| Победа       | 9-2       | Фил Джонс              | Сдача (удушение сзади)  | Euphoria: Road to the Titles                | 15 октября 2004  | 1     | 0:47  | Атлантик-Сити, США   |                                                                               |
| Поражение    | 8-2       | Ив Эдвардс             | Раздельное решение      | UFC 47                                      | 2 апреля 2004    | 3     | 5:00  | Лас-Вегас, США       |                                                                               |
| Поражение    | 8-1       | Джош Томсон            | Единогласное решение    | UFC 46                                      | 31 января 2004   | 3     | 5:00  | Лас-Вегас, США       |                                                                               |
| Победа       | 8-0       | Каол Уно               | KO (удар рукой)         | UFC 44                                      | 26 сентября 2003 | 2     | 2:46  | Лас-Вегас, США       |                                                                               |
| Победа       | 7-0       | Ричард Кранкилтон      | Единогласное решение    | UFC 42                                      | 25 апреля 2003   | 3     | 5:00  | Майами, США          |                                                                               |
| Победа       | 6-0       | Райан Диас             | Сдача (гильотина)       | HOOKnSHOOT: Absolute Fighting Championships | 13 декабря 2002  | 1     | 4:23  | Форт-Лодердейл, США  | Бой в промежуточном весе 68 кг.                                               |
| Победа       | 5-0       | Энтони Хамлетт         | TKO (удары руками)      | HOOKnSHOOT: New Wind                        | 7 сентября 2002  | 1     |       | Эвансвилл, США       | Выиграл титул чемпиона HnS в полулёгком весе.                                 |
| Победа       | 4-0       | Ёхэй Судзуки           | Сдача (гильотина)       | HOOKnSHOOT: Relentless                      | 25 мая 2002      | 1     | 1:04  | Эвансвилл, США       |                                                                               |
| Победа       | 3-0       | Дон Кехер              | Сдача (рычаг локтя)     | World Extreme Fighting 12                   | 11 мая 2002      | 2     | 2:00  | Стьюбенвилл, США     |                                                                               |
| Победа       | 2-0       | Майк Уиллус            | Сдача (треугольник)     | HOOKnSHOOT: Overdrive                       | 9 марта 2002     | 1     | 4:00  | Эвансвилл, США       |                                                                               |
| Победа       | 1-0       | Майк Браун             | Сдача (треугольник)     | HOOKnSHOOT: Kings 1                         | 17 ноября 2001   | 1     | 2:21  | Эвансвилл, США       |                                                                               |